# 榉树
榉树（学名：Zelkova serrata），別名櫸木、雞油、台灣櫸、臺灣櫸、櫸榆、椎油、雞母樹、台灣鐵、光葉櫸樹，是榆科榉属的植物。其木常用於製作家俬，幼株亦會用於盆景。

## 分布
分布于日本、韓國、台湾以及中国的广东、福建、江西、浙江、甘肃、陕西、河南、湖北、安徽、江苏、山东、辽宁等地，生长于海拔500米至1,900米的地区，多生长于河谷和溪边疏林中。

## 别名
- 光叶榉（中国树木分类学）
- 鸡油树（经济植物手册）
- 光光榆（秦岭）
- 马柳光树（陕西略阳）
- Zelkova serrata (Thunb.) Makino var. tarokoensis (Hayata) Li

## 参考文献

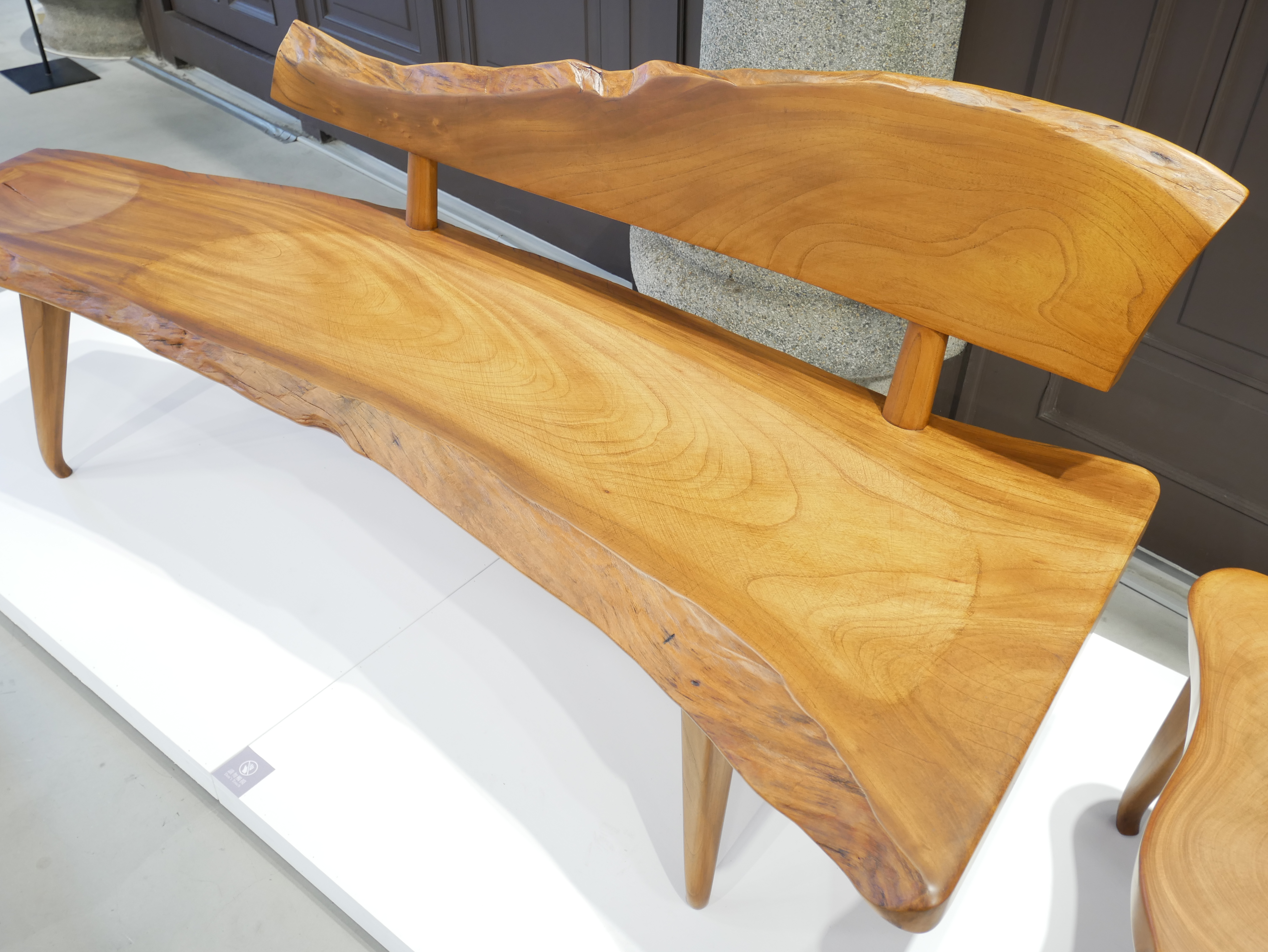
櫸木座椅

## 扩展阅读
- 維基物種上的相關：榉

[在维基数据编辑]
 《植物名實圖考·櫸》，出自吳其濬《植物名實圖考》